# Jagged Alliance: Back in Action
Jagged Alliance: Back in Action est un jeu vidéo de tactique au tour par tour développé par bitComposer et édité par Kalypso Media, sorti en 2012 sur Windows, Mac et Linux.

## Accueil
| Jagged Alliance: Back in Action |      |       |
| Média                           | Pays | Notes |
| GameSpot                        | US   | 55 %  |
| Jeuxvideo.com                   | FR   | 11/20 |